# Communauté d’agglomération du Bocage Bressuirais
Die Communauté d’agglomération du Bocage Bressuirais ist ein französischer Gemeindeverband mit der Rechtsform einer Communauté d’agglomération im Département Deux-Sèvres in der Region Nouvelle-Aquitaine. Sie wurde am 1. Januar 2014 gegründet und umfasste bis 31. Dezember 2015 44 Gemeinden. Aufgrund von Gemeindezusammenlegungen am 1. Januar 2016 und am 1. Januar 2019 gehören seither 33 Gemeinden zum Gemeindeverband. Der Verwaltungssitz befindet sich in der Stadt Bressuire.

## Historische Entwicklung
Der Gemeindeverband entstand 2014 durch die Fusion der Vorgängerorganisationen
- Communauté de communes Delta Sèvre Argent
- Communauté de communes Cœur de Bocage
- Communauté de communes Terre de Sèvre und
- Communauté de communes de l’Argentonnais (teilweise).

Mit Wirkung vom 1. Januar 2016 wurden durch Zusammenlegung früher selbstständiger Gemeinden die Communes nouvelles
- Argentonnay (aus Argenton-les-Vallées + La Chapelle-Gaudin + La Coudre + Le Breuil-sous-Argenton + Moutiers-sous-Argenton + Ulcot) sowie
- Saint Maurice Étusson (aus Saint-Maurice-la-Fougereuse + Étusson)

gegründet. Dadurch verringerte sich die Anzahl der Mitgliedsgemeinden auf 38.
Mit Wirkung vom 1. Januar 2019 gingen die ehemaligen Gemeinden Moncoutant, Le Breuil-Bernard, La Chapelle-Saint-Étienne, Moutiers-sous-Chantemerle und Saint-Jouin-de-Milly in die Commune nouvelle Moncoutant-sur-Sèvre auf. Dadurch verringerte sich die Anzahl der Mitgliedsgemeinden auf 33.

## Mitgliedsgemeinden
| Gemeinde                                         | Einwohner 1. Januar 2022 | Fläche km² | Dichte Einw./km² | Code INSEE | Postleitzahl        |
| ------------------------------------------------ | ------------------------ | ---------- | ---------------- | ---------- | ------------------- |
| Argentonnay                                      | 3.229                    | 117,04     | 28               | 79013      | 79150               |
| Boismé                                           | 1.175                    | 37,80      | 31               | 79038      | 79300               |
| Bressuire                                        | 19.860                   | 180,59     | 110              | 79049      | 79300               |
| Bretignolles                                     | 596                      | 13,16      | 45               | 79050      | 79140               |
| Cerizay                                          | 4.795                    | 18,55      | 258              | 79062      | 79140               |
| Chanteloup                                       | 982                      | 20,71      | 47               | 79069      | 79320               |
| Chiché                                           | 1.689                    | 46,99      | 36               | 79088      | 79350               |
| Cirières                                         | 949                      | 16,83      | 56               | 79091      | 79140               |
| Clessé                                           | 925                      | 29,08      | 32               | 79094      | 79350               |
| Combrand                                         | 1.194                    | 24,62      | 48               | 79096      | 79140               |
| Courlay                                          | 2.403                    | 29,46      | 82               | 79103      | 79440               |
| Faye-l’Abbesse                                   | 1.126                    | 23,27      | 48               | 79116      | 79350               |
| Geay                                             | 337                      | 19,25      | 18               | 79131      | 79330               |
| Genneton                                         | 306                      | 27,75      | 11               | 79132      | 79150               |
| L’Absie                                          | 1.078                    | 13,02      | 83               | 79001      | 79240               |
| La Chapelle-Saint-Laurent                        | 2.080                    | 28,85      | 72               | 79076      | 79430               |
| La Forêt-sur-Sèvre                               | 2.261                    | 55,94      | 40               | 79123      | 79380               |
| La Petite-Boissière                              | 625                      | 12,92      | 48               | 79207      | 79700               |
| Largeasse                                        | 750                      | 30,35      | 25               | 79147      | 79240               |
| Le Pin                                           | 1.069                    | 19,09      | 56               | 79210      | 79140               |
| Mauléon                                          | 8.585                    | 120,64     | 71               | 79079      | 79700               |
| Moncoutant-sur-Sèvre                             | 5.100                    | 92,78      | 55               | 79179      | 79240, 79320, 79380 |
| Montravers                                       | 368                      | 10,12      | 36               | 79183      | 79140               |
| Neuvy-Bouin                                      | 484                      | 25,30      | 19               | 79190      | 79130               |
| Nueil-les-Aubiers                                | 5.529                    | 98,83      | 56               | 79195      | 79250               |
| Saint Maurice Étusson                            | 888                      | 56,81      | 16               | 79280      | 79150               |
| Saint-Amand-sur-Sèvre                            | 1.421                    | 32,36      | 44               | 79235      | 79700               |
| Saint-André-sur-Sèvre                            | 637                      | 19,85      | 32               | 79236      | 79380               |
| Saint-Aubin-du-Plain                             | 561                      | 14,06      | 40               | 79238      | 79300               |
| Saint-Paul-en-Gâtine                             | 496                      | 15,39      | 32               | 79286      | 79240               |
| Saint-Pierre-des-Échaubrognes                    | 1.396                    | 28,92      | 48               | 79289      | 79700               |
| Trayes                                           | 115                      | 7,20       | 16               | 79332      | 79240               |
| Voulmentin                                       | 1.131                    | 31,23      | 36               | 79242      | 79150               |
| Communauté d’agglomération du Bocage Bressuirais | 74.140                   | 1.318,76   | 56               | –          | –                   |